# 淵垣車站
淵垣車站（日语：／ Fuchigaki eki */?）是一由西日本旅客鐵道（JR西日本）所經營的鐵路車站，位於日本京都府綾部市渕垣町，是舞鶴線沿線的一個無人車站，隸屬於近畿統括本部的管轄範圍。雖然車站站名使用「淵垣」的寫法，但當地的地名卻習慣寫為「渕垣」（兩字是讀音相同的異體字）。

## 車站結構
東舞鶴方向右側的側式月台1面1線的地面車站（停留所）。舞鶴線內唯一不設交會設備的車站。由西舞鶴站管理的無人站，不設站舍，可直接進入月台，也不設自動售票機。

## 使用情況
1日平均上車人次如下表。
| 年度               | 1日平均上車人次 |
| ------------------ | --------------- |
| 1999年（平成11年） | 101             |
| 2000年（平成12年） | 88              |
| 2001年（平成13年） | 104             |
| 2002年（平成14年） | 104             |
| 2003年（平成15年） | 93              |
| 2004年（平成16年） | 110             |
| 2005年（平成17年） | 126             |
| 2006年（平成18年） | 140             |
| 2007年（平成19年） | 118             |
| 2008年（平成20年） | 115             |
| 2009年（平成21年） | 99              |
| 2010年（平成22年） | 99              |
| 2011年（平成23年） | 96              |
| 2012年（平成24年） | 96              |
| 2013年（平成25年） | 107             |
| 2014年（平成26年） | 132             |
| 2015年（平成27年） | 156             |
| 2016年（平成28年） | 167             |

## 相鄰車站
西日本旅客鐵道
 舞鶴線
■特急「舞鶴」
通過
■普通
綾部－淵垣－梅迫

## 外部連結
- 淵垣｜車站資訊：JR出門網 - 西日本旅客鐵道